# Cg (programspråk)
Cg (förkortning av C for Graphics) är ett programspråk utvecklat av Nvidia i nära samarbete med Microsoft. Cg bygger på programspråket C med vilket Cg delar syntax. Skillnaden mellan språken är att vissa funktioner i C har modifierats och fler datatyper har tillagts för att göra Cg lämpad för programmering av grafikprocessorer. Cg är dock enbart lämpat för GPUprogrammering och är inte ett generellt programmeringsspråk. Eftersom tekniska framsteg har gjort att vissa delar av programmeringen av 3D-grafik har blivit rätt komplex. För att förenkla processen lades nya funktioner till grafikkorten. Några av de spel och applikationer som använder Cg är Battlefield 2, Far Cry, Dolphin, Hitman: Blood Money, Ogre3D och Unity

## Kodexempel
```
 
// input vertex

 
struct
 
VertIn
 
{

     
float4
 
pos
   
:
 
POSITION
;

     
float4
 
color
 
:
 
COLOR0
;

 
};

 

 
// output vertex

 
struct
 
VertOut
 
{

     
float4
 
pos
   
:
 
POSITION
;

     
float4
 
color
 
:
 
COLOR0
;

 
};

 

 
// vertex shader main entry

 
VertOut
 
main
(
VertIn
 
IN
,
 
uniform
 
float4x4
 
modelViewProj
)
 
{

     
VertOut
 
OUT
;

     
OUT
.
pos
     
=
 
mul
(
modelViewProj
,
 
IN
.
pos
);
 
// calculate output coords

     
OUT
.
color
   
=
 
IN
.
color
;
 
// copy input color to output

     
OUT
.
color
.
z
 
=
 
1.0f
;
 
// blue component of color = 1.0f

     
return
 
OUT
;

 
}

```